# Ion Caramitru
Ion Horia Leonida Caramitru, né le 9 mars 1942 à Bucarest et mort le 5 septembre 2021, est un acteur, metteur en scène et homme politique roumain. Il est nommé ministre de la Culture entre 1996 et 2000, au sein de la Convention démocratique roumaine (CDR) et des gouvernements de Victor Ciorbea, Radu Vasile, Mugur Isărescu.

## Biographie
Né dans une famille aroumaine de Bucarest, il est diplômé de l'Université d'art théâtral et cinématographique I.L. Caragiale. 
En mai 2005, il est nommé directeur général du théâtre national de Bucarest, remplaçant ainsi Dinu Săraru.

### Carrière politique

#### Révolution de 1989
Caramitru entre dans la vie politique en tant qu'opposant au régime communiste lors de la révolution roumaine de 1989. Le 22 décembre 1989, après que le président Nicolae Ceaușescu quitte Bucarest, Caramitru et l'écrivain dissident célèbre Mircea Dinescu rejoignirent la foule occupant le bâtiment de la télévision roumaine et furent parmi les nombreux orateurs qui proclamèrent la victoire de l’insurrection.

#### FSN et CDR
Il rejoint très tôt le Front de salut national, où il devient ministre de la culture. Après les élections de 1990, alors que le FSN devient un parti politique, il se retire du gouvernement en signe de protestation, arguant que les proches d'Ion Iliescu tentait d'utiliser le pouvoir exécutif et le prestige du mouvement pour monopoliser le pouvoir (le geste a été précédé par la démission d'autres intellectuels présents au FSN, dont Doina Cornea et Ana Blandiana).
Il rejoint le Parti national paysan, qui s'opposait au FSN, et devient ministre de la Culture après la victoire de la coalition CDR aux élections de 1996.
Après la défaite aux élections de 2000 et la dissolution du parti, il reste membre de l'aile principale du PNŢ, le Parti populaire démocrate-chrétien (PPCD). Ion Caramitru s'oppose au chef du PPCD, Gheorghe Ciuhandu, pour plusieurs motifs, notamment la fusion avec l'Union pour la reconstruction de la Roumanie. En février 2006, il remet sa démission du poste de vice-président du PPCD.

#### Autres causes
En 2006, lors d'une visite en Moldavie, Ion Caramitru affirme que la Moldavie fait toujours partie de la Roumanie, ce qui a conduit à une dispute diplomatique entre la Roumanie et la Moldavie. Plus tard, il est déclaré persona non grata en Moldavie par le gouvernement communiste moldave,.